# Neotoma micropus
Neotoma micropus är en däggdjursart som beskrevs av Baird 1855. Neotoma micropus ingår i släktet egentliga skogsråttor och familjen hamsterartade gnagare. IUCN kategoriserar arten globalt som livskraftig. Inga underarter finns listade i Catalogue of Life.
Artepitet i det vetenskapliga namnet är sammansatt av de grekiska orden mikros (liten) och pous (fot).

## Utseende
Vuxna exemplar är med svans 31,0 till 41,1 cm långa och svanslängden är 13,0 till 17,5 cm. Neotoma micropus har 3,5 till 4,5 cm långa bakfötter och 2,5 till 3,0 cm stora öron. Hanar är större lite än honor och de väger med 210 till 317 g mer. Honornas vikt är 180 till 274 g. Arten har vid händer och fötter fyra fullständig utvecklade fingrar respektive tår. Tummen är bara en liten stubbe och den saknar klo. Även stortån är liten men en lite klo finns. Huvudet kännetecknas av stora ögon och stora öron. Den täta och mjuka pälsen på ovansidan varierar mellan ljusgrå, askgrå och mörkgrå i färgen. Ibland förekommer inslag av brun och/eller några helt svarta glest fördelade hår. Undersidan är ännu ljusare grå och bröstet samt strupen har en vit färg. Även svansen är uppdelad i en svartaktig till grå ovansida samt en ljusgrå till vit undersida. Håren på svansen är glest fördelade. Honor har två par spenar vid ljumsken. Hos andra arter av samma släkte är pälsen mer brun eller gulaktig och några har en enhetlig färgad svans. Det finns inga avvikelser i pälsens färg mellan hanar och honor, ungdjur och vuxna exemplar samt under olika årstider. Neotoma micropus har i varje käkhalva en framtand, ingen hörntand, ingen premolar och tre molarer, alltså 16 tänder i hela tanduppsättningen.
Ungdjur byter tre gånger pälsen under det första året och hos vuxna exemplar sker pälsbytet en gång per år.

## Utbredning
Denna gnagare förekommer i södra USA och nordöstra Mexiko. Den vistas i olika landskap med gräs, buskar och kaktusar. Oftast hittas arten i klippiga regioner.

## Ekologi
Födan utgörs främst av växtdelar som blad, bär, bönor, ekollon, nötter, rötter och frön. I torra områden äts ofta delar från palmliljor som Yucca glauca samt taggiga frukter och unga skott från opuntiasläktet för att täcka vätskebehovet.
Arten har flera olika fiender som vitstjärtad vråk, kaktusvråk, virginiauv, tornuggla, större tuppgök, tvättbjörn, rävar, prärievarg, rödlo samt ormar som Crotalus atrox och Pantherophis obsoletus. Gnagaren kan uthärda större mängder av skallerormarnas gift. Eldmyror av släktet Solenopsis kan döda ungdjur och exemplar som sitter i en fälla.
Liksom andra släktmedlemmar bygger arten bon av kvistar, andra växtdelar och all möjlig bråte som individen hittar i reviret. I boets mitt finns en större kammare där gnagaren sover samt flera mindre rum där födan förvaras. Sovplatsen fodras med gräs och där får inga matrester eller avföring finnas. Ibland skapas nästet ovanför underjordiska bon som grävdes av känguruspringmöss. Andra bon byggs bredvid kaktusar eller taggiga buskar. Neotoma micropus tolererar ofta näbbmusen Notiosorex crawfordi och olika skalbaggar i boet. Allmänt skapas flera stigar från boet till födokällan genom att trampa ned växtligheten.
I norra delen av utbredningsområdet har honor vanligen en kull under våren. Längre söderut kan en hona ha två kullar per år oberoende av årstiden men de flesta ungar föds under våren och hösten. Antagligen är födelsen kopplad till växternas utveckling. Två viktiga födoämnen, växter av släktet Prosopis och Acacia greggii, får nya blad under april och tappar bladen i november. Efter 30 till 39 dagar (oftast 33 till 35 dagar) dräktighet föds två eller tre ungar. Nyfödda ungar väger 10 till 13,5 g och de har slutna ögon samt stängda örongångar. Några fina hår på kroppen finns. I genomsnitt öppnas örongångarna efter 14 dagar och ögonen efter 15 dagar. Ungefär samtidig har individen en helt täckande ungdjurspäls. Ungen diar sin mor cirka 30 dagar. Cirka 65 procent av hanarna och 38 procent av honorna lämnar moderns revir när de är självständiga. Det nya reviret ligger i genomsnitt 61 meter ifrån moderns näste. I områden där båda arter lever samtidig förekommer hybrider mellan Neotoma micropus och Neotoma floridana.
De flesta exemplar av hankön lever i genomsnitt 5,6 månader och honor blir allmänt 7,6 månader gamla. Ett fåtal exemplar blir äldre än ett år och den äldsta kända individen levde 27 månader.

## Taxonomi
Neotoma micropus, Neotoma floridana och Neotoma albigula avviker bara lite i sina genetiska egenskaper. Därför antas att de bildar en evolutionär utvecklingslinje. Ytterligare undersökningar behövs för att säkerställa att indelningen i tre arter är korrekt.